# Проклятието на Шалион
„Проклятието на Шалион“(на английски: The Curse of Chalion) е фентъзи-роман от писателката Лоис Бюджолд. Книгата е издадена през 2001 г. Нейното продължение „Рицарят на Шалион“ е наградено с наградите „Хюго“ и „Небюла“.
 Внимание:  Текстът по-долу разкрива сюжета на произведението (или части от него)!
„Проклятието на Шалион“ е фентъзи роман, разкриващ несгодите на човешкия живот, най-мрачните му тайни, изкушенията, неразгадаемата божия воля и несравнимата демонска сила.
Историята започва с пътуването на Казарил към замък във Валенда, където е работил като малък. Казарил е 35-годишен лорд без земя и пари, със сломени дух и тяло от робството му на вражески кораб, като стечение на обстоятелствата от една от войните, която неговото царство Шалион води с опасните и безкрупулни рокнарийски княжества. Полумъртъв, той успява да стигне до Валенда, където получава работа като учител-секретар на внучката на провинкарата на замъка, младата и своенравна царевна Изел и нейната придворна дама Бетриз.
Като потенциални наследници на Шалион Изел и по-малкият ѝ брат Теидез заминават за столицата Кардегос, най-лошия кошмар на Казарил, криещ враговете му и той е натоварен със задачата да защитава Изел от опасностите на града.
Пред ного обаче се разкрива проклятието, тегнещо над всички членове на кралското семейство, което изсмуква живота и силите им и превръща доброто в зло. На бившия войник се пада задачата да предотврати война, да се бори срещу демони и проклятия, да разгадае волята на боговете, обърнали му гръб. Страдащ и умиращ, Казарил открива любовта и се научава да отвори сърцето си за света.